# Натали Десе
Натали Десе (фр. Nathalie Dessaix, Dessay; Лион, 19. април 1965) је француска оперска певачица, лирски колоратурни сопран. На почетку каријере певала је захтевне улоге у високом гласовном регистру. Од 2002. године, после операције гласних жица, концентрисала се на улоге средњег гласовног регистра. Бави се и глумом.
Најчешће наступа у Бечкој државној опери, али и на сценама у Паризу и Њујорку.
Неке од њених значајнијих улога биле су у операма: Лучија од Ламермура, Кћи пука и Месечарка.